# Nothroctenus stupidus
Nothroctenus stupidus är en spindelart som beskrevs av Badcock 1932. Nothroctenus stupidus ingår i släktet Nothroctenus och familjen Ctenidae.
Artens utbredningsområde är Paraguay. Inga underarter finns listade i Catalogue of Life.